# Teoria del poblament tardà

Evolució del pont de Beríngia (1.000 anys)

La teoria del poblament tardà és la teoria sobre el poblament d'Amèrica que va predominar des de mitjans fins a finals del segle xx.
Va sostenir que, fa aproximadament entre 14.000 i 13.500 anys abans de la nostra era, un petit grup d'éssers humans procedents de Sibèria va ingressar al continent americà per l'estret de Bering, per Alaska, en el període en què va baixar el nivell de les aigües durant l'edat de gel a l'est de les Muntanyes Rocalloses, la vall del riu Mackenzie, a la zona oest de l'actual Canadà, a mesura que la glacera retrocedia, per constituir la cultura Clovis, dels quals al mateix temps descendeixen tots els altres pobles originaris d'Amèrica.
La base de la teoria del poblament tardà són els jaciments arqueològics descoberts el 1929 que constitueixen la ben estudiada cultura Clovis i el seu cridaner disseny de les puntes de llança (puntes Clovis). El consens va arribar al final després de la troballa a Amèrica de jaciments arqueològics amb presència humana molt més antics, entre ells Monte Verde al sud de Xile, cosa que va donar pas a la teoria del poblament primerenc, que és la més acceptada actualment.

## Suport
La teoria exposa que els llocs arqueològics datats abans de tretze mil anys tenen molt poca acceptació a la comunitat científica internacional, i principalment entre els científics estatunidencs seguidors d'Aleš Hrdlička. La majoria d'arqueòlegs, entre els quals el reconegut Thomas Lynch de la Universitat  Cornell, han qüestionat la serietat de tots els llocs pre-Clovis.

### Arguments
Els arguments que constitueixen la base de la teoria del poblament tardà són:

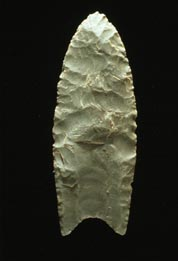
La característica punta Clovis

- La data més antiga de la Cultura Clovis és de 13.500[1] a 13.050 anys.[2]
- No s'hauria provat rigorosament l'existència d'altres llocs arqueològics que continguin presència humana anterior a Clovis. Aquest és l'argument més important. Hi ha informes sobre datacions molt més antigues, especialment a Sud-amèrica, però no han estat reconeguts per gran part de la comunitat científica a causa de crítiques en els mètodes o procediments de datació.[3]
- Fins a almenys fa 14.000 anys i possiblement fins a aproximadament 11.000 anys, el corredor del riu Mackenzie havia estat intransitable, per estar completament cobert per les glaceres.[4]
- Sempre han existit teories i troballes arqueològiques que pretenien ser anteriors a Clovis i que després han demostrat ser incorrectes (Ameghino 1879,1880; Lynch 1974,1983; Dincauze 1984; Lavallée 1985; Owen 1984; Fagan 1987).
- La quantitat molt escassa d'ossos humans que s'atribueixen al període pre-Clovis.
- En els darrers anys alguns arqueòlegs i geòlegs van proposar dates amb antiguitats de 15.000 a 70.000 anys per a diverses restes d'ossos nord-americans i tots, o gairebé tots, han estat reavaluats i desacreditats (per exemple els casos de Sunnyvale, Haverty, Del Mar, Riverside-San Jacinto, Taber Truckhaven, Home d'Otavalo, Laguna; analitzats per Taylor et al. 1985; o els cranis de Punín, analitzats per Holm, 1981:13).

### Científics que donen suport a la teoria
La teoria del poblament tardà està sostinguda majoritàriament per arqueòlegs estatunidencs, entre ells: Thomas F. Lynch de la Universitat Cornell i Calbot Vance Haynes.

## Fi delConsens Clovis
El qüestionament a la teoria del poblament tardà ha generat un acalorat debat, a la comunitat científica i als mitjans de comunicació especialitzats, que sol arribar fins als greuges.
Actualment la teoria del poblament tardà (Clovis) ha estat posada seriosament en qüestió per una sèrie de troballes i estudis arqueològics, lingüístics i genètics que estan produint creixents evidències sobre presència humana a Amèrica molt anterior. Aquests estudis, que es poden definir com a teoria del poblament primerenc o pre-Clovis, no només estan qüestionant la data d'arribada dels primers éssers humans, sinó, amb ella, l'origen i les rutes utilitzades per arribar i per estendre's pel continent.
Actualment la teoria del poblament tardà ha perdut suport i es considera que la Cultura Clovis no representa la cultura ancestral dels altres pobles americans. El principal argument és la troballa de les restes arqueològiques de Monte Verde, al sud de Xile, amb 14.800 anys d'antiguitat, considerades les més antigues d'Amèrica, estan àmpliament reconegudes per la comunitat científica. A més, el 2016 es van trobar a Florida restes humanes de 14.550 anys d'antiguitat.